# Soulja Boy
Деандре Кортес Уэй (англ. DeAndre Cortez Way), более известен под своим сценическим псевдонимом Soulja Boy Tell 'Em или коротко Soulja Boy — американский рэпер, танцор и продюсер звукозаписи.
В сентябре 2007 года его сингл «Crank That (Soulja Boy)» занял первое место Billboard Hot 100. Сингл был первоначально опубликован в интернете, и стал номером один в Соединенных Штатах в течение семи недель, начиная с сентября 2007 года. Это сделало Soulja Boy самым молодым (16 лет, 10 месяцев), из тех, кто добивался первой строчки Hot 100, титул, который ранее занимала Дебора Гибсон (17 лет, 11 месяцев) на протяжении почти двух десятилетий. По состоянию на 2017-тый год трек разошёлся тиражом более чем 5.000.000 проданных копий на территории Соединённых Штатов Америки.

## Детство
Деандре Уэй родился в Чикаго и переехал в Атланту в возрасте шести лет, где он стал интересоваться рэп-музыкой. В возрасте 14 лет, он переехал в Бейтсвилл, штат Миссисипи, со своим отцом, который предоставил Уэю студию, узнав о его музыкальных амбициях.

## Начало карьеры
В ноябре 2005 года, Уэй разместил свои песни на сайте SoundClick. После получения положительных отзывов на сайте, он зарегистрировал свои собственные веб-страницы на YouTube и MySpace. В марте 2007 года он записал «Crank That» и выпустил свой первый независимый альбом «Unsigned & Still Major: Da Album Before da Album», после чего снял несколько малобюджетных клипов. К концу мая 2007 года Soulja Boy встретился с Mr. Collipark и подписал контракт с Interscope Records.
На 50-й премии «Грэмми», Soulja Boy был номинирован на премию за лучшую рэп-песню с «Crank That». Но проиграл Канье Уэсту и T-Pain — «Good Life».
В марте 2013 года у Soulja Boy истёк контракт с Interscope и ещё после некоторых событий пошли слухи, что Birdman предлагал Soulja Boy подписаться на его лейбл, но вскоре эти слухи были опровергнуты Birdman в Twitter. Однако Soulja Boy вскоре засветился в нескольких треках альбома Лил Уэйна «I Am Not a Human Being II», вышедшего 26 марта 2013 года

## Критика
Критики считают, что Soulja Boy ввёл новую тенденцию хип-хопа, при этом зарабатывая на прибыльном рынке рингтонов, и утвердил господство «Южного хип-хопа», подчеркнув броскую музыку. Soulja Boy определяет свои цели, как создание оптимистичной музыки, не избегая отрицательных, насильственных образов.
Soulja — это слово из сленга гетто, переиначенное soldier (солдат). Означает примерно человека, который в условиях нищеты, наркомании, голода и преступности, «возмужал», ознакомился на практике с оружием и приемами рукопашного боя, приобрел какие-то специфические моральные принципы и способен следовать этим принципам. В общем-то это близко к слову «боец» в сленге «братвы».

## Дискография

### Студийные альбомы
- 2007: souljaboytellem.com
- 2008: iSouljaBoyTellEm
- 2010: The DeAndre Way
- 2015: Loyalty

### Независимые альбомы
- 2007: Unsigned and Still Major: Da Album Before Da Album
- 2014: Super Dope
- 2014: King Soulja 3
- 2015: Loyalty
- 2015: King Soulja 4
- 2016: Stacks On Deck
- 2016: Better Late Than Never
- 2016: Real Soulja 4 Life
- 2018: Best Ever Do It

### Мини-альбомы
- 2010: Death Note
- 2010: Soulja Society
- 2011: Bernaurd Arnault
- 2011: 21
- 2013: Cuban Link
- 2013: All Black
- 2015: M & M: Money & Music
- 2015: 25 The Movie
- 2016: Finesse
- 2018: No Sleep
- 2019: Tell Ya Ep

### Сборники
- 2009: Mr. Fly Boy
- 2014: Successful
- 2015: Follow The Swag

### Микстейпы
- 2007: Supaman
- 2008: Teen of the South
- 2008: Live N Direct
- 2009: Tell Em TV
- 2009: Lord of the Ringtones
- 2009: Gangsta Grillz: Follow Me Edition
- 2009: Work On Deck
- 2009: My Way of Life
- 2009: Cortez
- 2009: Paranormal Activity
- 2009: Dat Piff
- 2010: Teenage Millionaire
- 2010: Legendary
- 2010: Cookin' Soulja Boy
- 2010: Best Rapper
- 2010: Pretty Boy Millionaires (with Lil B)
- 2011: Smooky
- 2011: 1UP
- 2011: Juice
- 2011: The Last Crown
- 2011: Supreme
- 2011: Skate Boy
- 2011: Gold on Deck
- 2012: 50/13
- 2012: Mario & Domo vs. the World (with Young L)
- 2012: OBEY
- 2012: Double Cup City (with Vinny Cha$e)
- 2012: Juice II
- 2012: Young & Flexin
- 2012: Keep Living Keep Playing
- 2012: LOUD
- 2013: Foreign
- 2013: Foreign 2
- 2013: King Soulja
- 2013: Life After Fame
- 2013: 23
- 2013: The King
- 2014: King Soulja 2
- 2014: Young Millioner
- 2015: Swag
- 2015: Plug Talk
- 2015: S. Beezy
- 2016: King Soulja 5
- 2016: Rockstar
- 2016: S. Beezy 2
- 2016: King Soulja 6
- 2016: Ignorant Shit (with Bow Wow)
- 2016: Real Soulja 4 Life
- 2016: King Soulja 7
- 2017: Big Soulja
- 2018: King Soulja 8
- 2018: #SouljaYayo (with Go Yayo)
- 2018: Young Drako
- 2018: KING
- 2018: Swag 2
- 2019: FUEGO
- 2020: King Soulja 9
- 2020: Swag 3
- 2021: Soulja World
- 2021: Draco
- 2021: No looking Back
- 2021: Swag 4
- 2021: Big Draco 2
- 2022: Big Draco 3
- 2022: Soulja Stars
- 2022: Soulja World 2
- TBA: Trap Trap
- 2022: First To Do It
- 2023: Swag 5
- 2023: Soulja Season
- 2024: Swag 6
- 2024: Swag Season
- 2024: Diary Of A Soulja
- 2024: Clock Dat (Tea Party)